# Chalo Chatu
Chalo Chatu este un proiect de enciclopedie pe Internet în limba engleză, care documentează întreaga Zambia. Acoperă doar evenimente istorice și evenimente curente, personalități notabile, companii, organizații, site-uri web, monumente naționale și alte caracteristici notabile ale Zambiei. Site-ul web este gratuit: utilizatorii nu plătesc, dar pot alege să doneze pentru Fundația Chalo Chatu. Este "conținut deschis", aceasta înseamnă că oricine o poate copia. Este, de asemenea, cea mai mare și singura enciclopedie online din Zambia. Numele Chalo Chatu a fost tradus ca lumea noastră în limba zambiană. Chalo Chatu a fost demarat la 1 iunie 2016 de Jason Mulikita. Chalo Chatu este deținută de o organizație din Zambia, Fundația Chalo Chatu, care este în Lusaka.

## Istorie
Chalo Chatu a fost lansat pe 1 iunie 2016. A fost lansat ca un limbaj englez la www.chalochatu.org și a fost activ de atunci. Chalo Chatu a fost lansat sub o politică bine scrisă, echilibrată, neutră și enciclopedică.

## Folosind Chalo Chatu
Chalo Chatu este un site gratuit, la fel ca Wikipedia, astfel că oricine poate începe sau edita o pagină, dar pentru a putea edita pe Chalo Chatu trebuie să fii un utilizator înregistrat și verificat cu un site web.

## Legături externe
- Website Arhivat în 9 noiembrie 2016, la Wayback Machine.
- Official Facebook Page
- Official YouTube Channel
- Official Twitter Account